# Automatenstahl
Ein Automatenstahl ist ein Stahl, der für die spanenden Fertigungsverfahren Drehen und Bohren (ununterbrochener Schnitt) auf automatisierten Werkzeugmaschinen optimiert ist. Wie der Name sagt, werden Automatenstähle hauptsächlich für die Serienfertigung mit Drehautomaten und kombinierten Bearbeitungszentren verwendet. Die wichtigsten Automatenstähle sind in der ISO 683-4 genormt. Frühere Normen waren die zurückgezogenen  DIN 1651, EN 10087 bzw. EN 10277-3.
- Durch Legieren mit Phosphor oder Schwefel bilden sich spröde Einschlüsse, an denen die Späne brechen können.
- Durch Legieren mit Blei entstehen feinverteilte heterogene Bleieinschlüsse im Stahl, an denen die Späne brechen können. Automatenstähle für sehr hohe Schnittgeschwindigkeiten werden mit Blei legiert. Da während des Legierens aus der Schmelze toxische Bleidämpfe frei werden, muss eine besondere Ausrüstung des Stahlwerks zum Absaugen und Abscheiden der Dämpfe eingesetzt werden. Deshalb werden bleilegierte Automatenstähle nicht mehr in großen Mengen hergestellt.
- Durch Legieren mit Schwefel (0,08 %–0,4 %) und Mangan (0,7 %–1,7 %) können ähnliche Eigenschaften eingestellt werden wie mit der Bleilegierung. Durch den Schwefelzusatz entstehen weiche, zeilenförmig ausgeprägte Mangansulfideinschlüsse im Stahl, an denen die Späne brechen.

## Normung

### Weltweite Normung (aktuell)
Automatenstähle sind nach ISO 683-4 genormt. Die Einteilung der Stahlsorten erfolgt nach ISO 4948-1 und ISO 4948-2. Alle Stähle nach diesem Teil der ISO 643 sind unlegierte Qualitätsstähle.
| Stahlbezeichnung nacha | Stahlbezeichnung nacha                                   | Stahlbezeichnung nacha                                   | Stahlbezeichnung nacha                                   | Stahlbezeichnung nacha                                   | Stahlbezeichnung nacha                                   | Stahlbezeichnung nacha                                   | Stahlbezeichnung nacha                                   | Stahlbezeichnung nacha                                   | Stahlbezeichnung nacha                                   | Stahlbezeichnung nacha                                   |
| ISO 683-4 | ISO 683-4                                                | SAEb                                                     | SAEb                                                     | EN 10087                                                 | EN 10087                                                 | EN 10087                                                 | JISd                                                     | JISd                                                     | GB / T 8731-2008e                                        | GB / T 8731-2008e                                        |
| ISO-Kurzname | ISO-Werkstoffnummer                                      |                                                          | i/n/wf                                                   |                                                          |                                                          | i/n/wf                                                   |                                                          | i/n/wf                                                   |                                                          | i/n/wf                                                   |
| Stähle, die nicht für eine Wärmebehandlung bestimmt sind | Stähle, die nicht für eine Wärmebehandlung bestimmt sind | Stähle, die nicht für eine Wärmebehandlung bestimmt sind | Stähle, die nicht für eine Wärmebehandlung bestimmt sind | Stähle, die nicht für eine Wärmebehandlung bestimmt sind | Stähle, die nicht für eine Wärmebehandlung bestimmt sind | Stähle, die nicht für eine Wärmebehandlung bestimmt sind | Stähle, die nicht für eine Wärmebehandlung bestimmt sind | Stähle, die nicht für eine Wärmebehandlung bestimmt sind | Stähle, die nicht für eine Wärmebehandlung bestimmt sind | Stähle, die nicht für eine Wärmebehandlung bestimmt sind |
| --- | -------------------------------------------------------- | -------------------------------------------------------- | -------------------------------------------------------- | -------------------------------------------------------- | -------------------------------------------------------- | -------------------------------------------------------- | -------------------------------------------------------- | -------------------------------------------------------- | -------------------------------------------------------- | -------------------------------------------------------- |
| 9S20 | -                                                        | -                                                        | -                                                        | -                                                        | -                                                        | -                                                        | SUM21                                                    | n                                                        | Y08                                                      | w                                                        |
| 11SMn30 | -                                                        | SAE 1215                                                 | n                                                        | 11SMn30                                                  | 1.0715                                                   | i                                                        | SUM22                                                    | n                                                        | Y15                                                      | n                                                        |
| 11SMnPb30 | -                                                        | SAE 12L15                                                | n                                                        | 11SMnPb30                                                | 1.0718                                                   | i                                                        | SUM22L                                                   | n                                                        | Y15Pb                                                    | n                                                        |
| 11SMn37 | -                                                        | -                                                        | -                                                        | 11SMn37                                                  | 1.0736                                                   | i                                                        | -                                                        | -                                                        | -                                                        | -                                                        |
| 11SMnPb37 | -                                                        | -                                                        | -                                                        | 11SMnPb37                                                | 1.0737                                                   | i                                                        | -                                                        | -                                                        | -                                                        | -                                                        |
| Einsatzstähle |                                                          |                                                          |                                                          |                                                          |                                                          |                                                          |                                                          |                                                          |                                                          |                                                          |
| 10S20 | -                                                        | -                                                        | -                                                        | 10S20                                                    | 1.0721                                                   | i                                                        | -                                                        | -                                                        | Y12                                                      | n                                                        |
| 10SPb20 | -                                                        | -                                                        | -                                                        | 10SPb20                                                  | 1.0722                                                   | i                                                        | -                                                        | -                                                        | Y12Pb                                                    | w                                                        |
| 15SMn13 | -                                                        | -                                                        | -                                                        | 15SMn13                                                  | 1.0725                                                   | i                                                        | -                                                        | -                                                        | -                                                        | -                                                        |
| 17SMn20 | -                                                        | -                                                        | -                                                        | -                                                        | -                                                        | -                                                        | -                                                        | -                                                        | -                                                        | -                                                        |
| Vergütungsstähle |                                                          |                                                          |                                                          |                                                          |                                                          |                                                          |                                                          |                                                          |                                                          |                                                          |
| 35S20 | -                                                        | -                                                        | -                                                        | 35S20                                                    | 1.0726                                                   | i                                                        | -                                                        | -                                                        | Y30                                                      | w                                                        |
| 35SPb20 | -                                                        | -                                                        | -                                                        | 35SPb20                                                  | 1.0756                                                   | i                                                        | -                                                        | -                                                        | -                                                        | -                                                        |
| 36SMn14 | -                                                        | SAE 1137                                                 | n                                                        | 36SMn14                                                  | 1.0764                                                   | i                                                        | SUM41                                                    | n                                                        | -                                                        | -                                                        |
| 36SMnPb14 | -                                                        | SAE 11L37                                                | n                                                        | 36SMnPb14                                                | 1.0765                                                   | i                                                        | -                                                        | -                                                        | -                                                        | -                                                        |
| 35SMn20 | -                                                        | -                                                        | -                                                        | -                                                        | -                                                        | -                                                        | -                                                        | -                                                        | Y40Mn                                                    | n                                                        |
| 35SMnPb20 | -                                                        | -                                                        | -                                                        | -                                                        | -                                                        | -                                                        | -                                                        | -                                                        | -                                                        | -                                                        |
| 38SMn28 | -                                                        | -                                                        | -                                                        | 38SMn28                                                  | 1.0760                                                   | i                                                        | -                                                        | -                                                        | -                                                        | -                                                        |
| 38SMnPb28 | -                                                        | -                                                        | -                                                        | 38SMnPb28                                                | 1.0761                                                   | i                                                        | -                                                        | -                                                        | -                                                        | -                                                        |
| 44SMn28 | -                                                        | SAE 1144                                                 | n                                                        | 44SMn28                                                  | 1.0762                                                   | i                                                        | SUM43                                                    | n                                                        | Y45Mn                                                    | w                                                        |
| 44SMnPb28 | -                                                        | SAE 11L44                                                | n                                                        | 44SMnPb28                                                | 1.0763                                                   | i                                                        | -                                                        | -                                                        | Y45MnSPb                                                 | n                                                        |
| 46S20 | -                                                        | -                                                        | -                                                        | 46S20                                                    | 1.0727                                                   | i                                                        | -                                                        | -                                                        | Y45                                                      | i                                                        |
| 46SPb20 | -                                                        | -                                                        | -                                                        | 46SPb20                                                  | 1.0757                                                   | i                                                        | -                                                        | -                                                        | -                                                        | -                                                        |
| - a Quellen siehe Literaturhinweise. - b SAE-Stähle aufgeführt in SAE-Normen. - c Europäische Stähle nach EN 10087 und der „Stahl-Eisen-Liste“, falls die Stahlnummer in Klammern angegeben ist, ist der Stahl nur in der „Stahl-Eisen-Liste“ geführt. - d Japanische Industrienorm. - e Chinesische nationale Norm. - f i = identische Stahlsorte zur ISO-Sorte; n = Stahl mit sehr ähnlicher Zusammensetzung, aber nicht identisch; w = ähnliche Zusammensetzung. |                                                          |                                                          |                                                          |                                                          |                                                          |                                                          |                                                          |                                                          |                                                          |                                                          |

- Wärmebehandlungszustand nach Tabelle 1: unbehandelt „+U“, vergütet „+QT“

gegenüber EN 10087:1999-01 9S20, 17SMn20, 35SMn20 und 35SMnPb20 hinzugefügt

### Europäische Normung (zurückgezogen)
Alle Stähle in dieser Europäischen Norm EN 10087 sind nach EN 10020 als unlegierte Qualitätsstähle eingeteilt.
| Stahlbezeichnung                                | Stahlbezeichnung                                |
| Kurzname                                        | Werkstoffnummer                                 |
| Nicht für eine Wärmebehandlung bestimmte Stähle | Nicht für eine Wärmebehandlung bestimmte Stähle |
| ----------------------------------------------- | ----------------------------------------------- |
| 11SMn30                                         | 1.0715                                          |
| 11SMnPb30                                       | 1.0718                                          |
| 11SMn37                                         | 1.0736                                          |
| 11SMnPb37                                       | 1.0737                                          |
| Einsatzstähle                                   |                                                 |
| 10S20                                           | 1.0721                                          |
| 10SPb20                                         | 1.0722                                          |
| 15SMn13                                         | 1.0725                                          |
| Vergütungsstähle                                |                                                 |
| 35S20                                           | 1.0726                                          |
| 35SPb20                                         | 1.0756                                          |
| 36SMn14                                         | 1.0764                                          |
| 36SMnPb14                                       | 1.0765                                          |
| 38SMn28                                         | 1.0760                                          |
| 38SMnPb28                                       | 1.0761                                          |
| 44SMn28                                         | 1.0762                                          |
| 44SMnPb28                                       | 1.0763                                          |
| 46S20                                           | 1.0727                                          |
| 46SPb20                                         | 1.0757                                          |

gegenüber DIN 1651 wurden gestrichen die Sorten 15 S 10 (1.0710), 60 S 20 (1.0728) und 60 SPb 20 (1.0758), hinzugefügt die Sorten 15SMn13 (1.0725), 38SMn26 (1.0760), 38SMnPb26 (1.0761), 44SMn28 (1.0762), 44SMnPb28 (1.0763), 36SMn14 (1.0764) und 36SMnPb14 (1.0765)

### Nationale Normung (zurückgezogen)
Die Normung erfolgte nach DIN 1651.
| Automatenstähle nach | Automatenstähle nach                      | Automatenstähle nach                      | Automatenstähle nach                      | Automatenstähle nach                      | Automatenstähle nach                      |
| DIN 1651 | DIN 1651                                  | EURONORM 87-70                            | EURONORM 87-70                            | ISO/DIS 683/9                             | ISO/DIS 683/9                             |
| Kurzname | Werkstoffnummer                           | Kurzname                                  | 1)                                        | Kurzname                                  | 1)                                        |
| Automatenstähle für allgemeine Verwendung | Automatenstähle für allgemeine Verwendung | Automatenstähle für allgemeine Verwendung | Automatenstähle für allgemeine Verwendung | Automatenstähle für allgemeine Verwendung | Automatenstähle für allgemeine Verwendung |
| --- | ----------------------------------------- | ----------------------------------------- | ----------------------------------------- | ----------------------------------------- | ----------------------------------------- |
| - | -                                         | 10 S 22                                   |                                           | 9 S 20                                    |                                           |
| 9 SMn 28 | 1.0715                                    | 11 SMn 28                                 | ○                                         | 11 SMn 28                                 | ○                                         |
| 9 SMnPb 28 | 1.0718                                    | 11 SMnPb 28                               | ○                                         | 11 SMnPb 28                               | ○                                         |
| 9 SMn 36 | 1.0736                                    | 12 SMn 35                                 | ○                                         | 12 SMn 35                                 | ○                                         |
| 9 SMnPb 36 | 1.0737                                    | 12 SMnPb 35                               | ○                                         | 12 SMnPb 35                               | ○                                         |
| Automaten-Einsatzstähle |                                           |                                           |                                           |                                           |                                           |
| 15 S 10 | 1.0710                                    | -                                         |                                           | -                                         |                                           |
| 10 S 20 | 1.0721                                    | 10 S 20                                   | ○                                         | 10 S 20                                   | ○                                         |
| 10 SPb 20 | 1.0722                                    | 10 SPb 20                                 | ○                                         | 10 SPb 20                                 | ○                                         |
| - | -                                         | 12 S Mn 20                                |                                           | -                                         |                                           |
| - | -                                         | 17 S 20                                   |                                           | -                                         |                                           |
| - | -                                         | -                                         |                                           | 17 SMn 20                                 |                                           |
| Automaten-Vergütungsstähle |                                           |                                           |                                           |                                           |                                           |
| 35 S 20 | 1.0726                                    | 35 S 20                                   | ○                                         | 35 S 20                                   | ○                                         |
| 35 SPb 20 | 1.0756                                    | -                                         |                                           | 2)                                        |                                           |
| - | -                                         | 35 SMn 20                                 |                                           | 35 SMn 20                                 |                                           |
| 45 S 20 | 1.0727                                    | 45 S 20                                   | ○                                         | 46 S 20                                   | ○                                         |
| 45 SPb 20 | 1.0757                                    | -                                         |                                           | 2)                                        |                                           |
| - | -                                         | -                                         |                                           | 44 SMn 28                                 |                                           |
| 60 S 20 | 1.0728                                    | 60 S 20                                   | ○                                         | -                                         |                                           |
| 60 SPb 20 | 1.0758                                    | -                                         |                                           | -                                         |                                           |
| - 1) In dieser Spalte ist der Grad der Übereinstimmung in der chemischen Zusammensetzung der Stähle nach dieser Norm einerseits und der Stähle nach den internationalen Unterlagen andererseits gekennzeichnet. Es bedeutet: - ○ nicht unwesentliche Abweichungen - 2) Die Lieferung einer anderen Sorte kann vereinbart werden. |                                           |                                           |                                           |                                           |                                           |

- Wärmebehandlungszustand nach Tabelle 1: warmgeformt "U", geschält "SH", kaltgezogen "K"

gegenüber früherer Ausgabe Stahl 9 S 20 (1.0711) gestrichen, Stähle 15 S 10 (1.0710), 35 SPb 20 (1.0756), 45 SPb 20 (1.0757) und 60 SPb 20 (1.0758) neu aufgenommen

### Frühere Ausgaben
- 1970-04[9]
- 1960-11
- 1954-08
- 1944-08

## Einsatzbeispiele üblicher Stahlsorten
In der Tabelle sind einige der bekanntesten Vertreter des Automatenstahls aufgeführt.
| Stahlsorte               | Werkstoff-Nr.: | Chem. Zusammensetzung %                                                                | Eigenschaften |
| ------------------------ | -------------- | -------------------------------------------------------------------------------------- | --- |
| 9 S 20                   | 1.0711         | C ≤0,13 %, Si ≤0,05 % Mn 0,9 %, P ≤0,1 %, S 0,2 %                                      | Für Teile mit geringer Beanspruchung. |
| 11 SMn 30                | 1.0715         | C ≤0,11 %, Si ≤0,05 % Mn 1,1 %, P ≤0,11 %, S 0,3 %                                     | Für Teile mit geringer Beanspruchung. |
| 9 SMnPb 28               | 1.0718         | C ≤0,14 %, Si ≤0,05 % Mn 1,1 %, P ≤0,11 %, S 0,3 %, Pb 0,28 %                          | Für Teile mit geringer Beanspruchung. Pb-Zusatz um glatte Bearbeitungsflächen zu erzielen.                                                               |
| 11 SMn 37 / 9 SMn 36     | 1.0736         | C ≤0,14 %, Si ≤0,05 % Mn 1,3 %, P ≤0,11 %, S 0,37 %                                    | Für Teile mit geringer Beanspruchung. |
| 11 SMnPb 37 / 9 SMnPb 36 | 1.0737         | C ≤0,14 %, Si ≤0,05 % Mn 1,3 %, P ≤0,11 %, S 0,37 %, Pb 0,28 %                         | Für Teile mit geringer Beanspruchung. Pb-Zusatz um glatte Bearbeitungsflächen zu erzielen.                                                               |
| 11 SMnPbTe 37            | 1.0738         | C ≤0,14 %, Si ≤0,05 % Mn 1,3 %, P ≤0,11 %, S 0,37 %, Pb 0,28 %, Te 0,04 %              | Variante des 1.0737. Pb-Zusatz um glatte Bearbeitungsflächen zu erzielen. Tellur verbessert die Zerspanbarkeit beim Drehen.                              |
| 11 SMnPbBiTe 37          | 1.0739         | C ≤0,14 %, Si ≤0,05 % Mn 1,3 %, P ≤0,11 %, S 0,37 %, Pb 0,28 %, Bi 0,065 %, Te 0,015 % | Für Teile mit geringer Beanspruchung. Pb-Zusatz um glatte Bearbeitungsflächen zu erzielen. Bismut verbessert, wie Tellur die Zerspanbarkeit beim Drehen. |
| 10 S 20                  | 1.0721         | C 0,1 %, Si ≤0,4 % Mn 0,9 %, P ≤0,06 %, S 0,2 %                                        | Einsatzhärtbarer Automatenstahl für z. B. Bolzen oder Kegelstifte.                                                                                       |
| 10 SPb 20                | 1.0722         | C 0,1 %, Si ≤0,4 % Mn 0,9 %, P ≤0,06 %, S 0,2 %, Pb 0,28 %                             | Einsatzhärtbarer Automatenstahl für z. B. Bolzen oder Kegelstifte.                                                                                       |

## Zerspanbarkeit
Automatenstahl wird wegen guter Zerspanbarkeit angewendet: geringe Zerspankräfte, geringer Verschleiß, guter Spanbruch, gute Oberflächenqualitäten und hohe Standzeiten. Diese werden durch die schützende und schmierende Wirkung von Blei und Mangansulfid erreicht.